# HB Ludwigsburg
Die HB Ludwigsburg ist eine Handballspielgemeinschaft aus Ludwigsburg. Größere Bekanntheit erlangte die Spielgemeinschaft, als zur Saison 2024/25 das Frauen-Bundesligateam der SG BBM Bietigheim als amtierender Deutscher Meister zur HB Ludwigsburg wechselte.

## Geschichte
Nach der Insolvenz der Spielgemeinschaft HBR Ludwigsburg 2007 wurde im Mai 2015 die HB Ludwigsburg aus den Stammvereinen SKV Eglosheim und TV Pflugfelden neu gegründet. 2016 trat der SV Pattonville bei, 2019 schließlich auch der SV Oßweil.

### Frauen

#### SG BBM Bietigheim
Die Frauenmannschaft der SG BBM Bietigheim stieg 2010 erstmals in die 1. Bundesliga auf. Den ersten großen Erfolg erlangte das Team in der Saison 2016/17 mit dem Gewinn der deutschen Meisterschaft. Zusätzlich erreichte man in dieser Saison das Finale des EHF-Pokals. 2019 gewann Bietigheim zum zweiten Mal die Meisterschaft, es folgten Titel in den Jahren 2022, 2023 und 2024. 2021 gewann die Mannschaft erstmals den DHB-Pokal, was sie in den beiden Folgejahren wiederholen konnte. In den Jahren 2017, 2019 sowie von 2021 bis 2023 konnte zudem der DHB-Supercup gewonnen werden.
2022 erreichte die SG BBM Bietigheim mit der EHF European League den ersten internationale Titel und zugleich das Triple aus European League, nationaler Meisterschaft und Pokalsieg. Insgesamt siegte die Mannschaft in diesem Jahr saisonübergreifend in 53 Spielen in Folge und stellte damit einen Rekord auf.

#### HB Ludwigsburg
Zur Spielzeit 2024/25  schloss sich die SG BBM Frauen GmbH & Co. KG, als Betreiber der ersten Mannschaft der HB Ludwigsburg an, deren erste Frauenmannschaft bis dahin noch in der Bezirksliga spielte. Die Spielbetriebsgesellschaft firmiert seither unter dem Namen HB Ludwigsburg GmbH & Co KG. Damit kehrte erstmals seit der Insolvenz der HBR Ludwigsburg wieder Profi-Handball nach Ludwigsburg zurück. Mit dem DHB-Supercup das Jahres 2024 konnte gegen die TuS Metzingen gleich ein erster Titel erlangt werden. Es folgte der Gewinn des DHB-Pokals 2025 durch einen Finalsieg gegen die HSG Blomberg-Lippe. Für die Play-Offs zur Deutschen Meisterschaft qualifizierte man sich als Tabellenerster der Bundesligasaison 2024/25, wo man sich im Finale erneut gegen die HSG Blomberg-Lippe durchsetzen konnte und somit die Deutsche Meisterschaft 2025 errang.
Die HB Ludwigsburg GmbH & Co. KG hat am 22. Juli 2025 einen Antrag auf Eröffnung eines Insolvenzverfahrens beim zuständigen Amtsgericht gestellt.

### Männer
Die 1. Mannschaft der Männer tritt in der Landesliga an.

## Kader 2025/26 (Frauen)
| Nr. | Nat         | Name                  | Position | Geburtsjahr |
| --- | ----------- | --------------------- | -------- | ----------- |
| 04  | Spanien     | Kaba Gassama          | KM       | 1997        |
| 10  | Deutschland | Lena Degenhardt       | RL       | 1999        |
| 14  | Polen       | Karolina Kudłacz-Gloc | RL       | 1985        |
| 20  | Schweden    | Sofia Hvenfelt        | KM       | 1991        |
| 48  | Ungarn      | Dorottya Faluvégi     | RA       | 1998        |
| 67  | Tschechien  | Veronika Malá         | LA       | 1994        |

### Trainerteam und Betreuerstab
| Nat.        | Name                | Position         |
| ----------- | ------------------- | ---------------- |
| Slowakei    | Tomáš Hlavatý       | Trainer          |
| Deutschland | Frederick Griesbach | Co-Trainer       |
| Deutschland | Felix Bauer         | Athletik-Trainer |

### Transfers zur Saison 2025/26
| Zugänge               | Zugänge         | Zugänge           |
| Nation                | Name            | abgebender Verein |
| --------------------- | --------------- | ----------------- |
| Deutschland           | Lena Degenhardt | Borussia Dortmund |
| Stand: 12. April 2025 |                 |                   |

| Abgänge                | Abgänge            | Abgänge                |
| Nation                 | Name               | aufnehmender Verein    |
| ---------------------- | ------------------ | ---------------------- |
| Polen                  | Julia Niewiadomska | BSV Sachsen Zwickau    |
| Deutschland            | Xenia Smits        | Metz Handball          |
| Deutschland            | Jenny Behrend      | VfL Oldenburg          |
| Deutschland            | Antje Döll         | Sport-Union Neckarsulm |
| Deutschland            | Mareike Thomaier   | HSG Bensheim/Auerbach  |
| Danemark               | Anne With Johansen | RK Krim                |
| Deutschland            | Nicole Roth        | HSG Blomberg-Lippe     |
| Schweden               | Johanna Bundsen    | Metz Handball          |
| Deutschland            | Viola Leuchter     | Odense Håndbold        |
| Norwegen               | Guro Nestaker      | Borussia Dortmund      |
| Schweden               | Jenny Carlson      | Molde HK               |
| Stand: 20. August 2025 |                    |                        |

## Saisonbilanzen seit 2024/25 (Frauen)
| Saison  | Spielklasse   | Platz | Spiele | Tore    | Diff. | Punkte |
| ------- | ------------- | ----- | ------ | ------- | ----- | ------ |
| 2024/25 | 1. Bundesliga | 1     | 22     | 759:556 | 203   | 42:02  |